# Amphilius jacksonii
The marbled mountain catfish (Amphilius jacksonii) là một loài cá thuộc họ Amphiliidae. Nó được tìm thấy ở Burundi, Kenya, Tanzania, and Uganda. Môi trường sống tự nhiên của nó là các con sông.